# Fútbol en los Estados Unidos

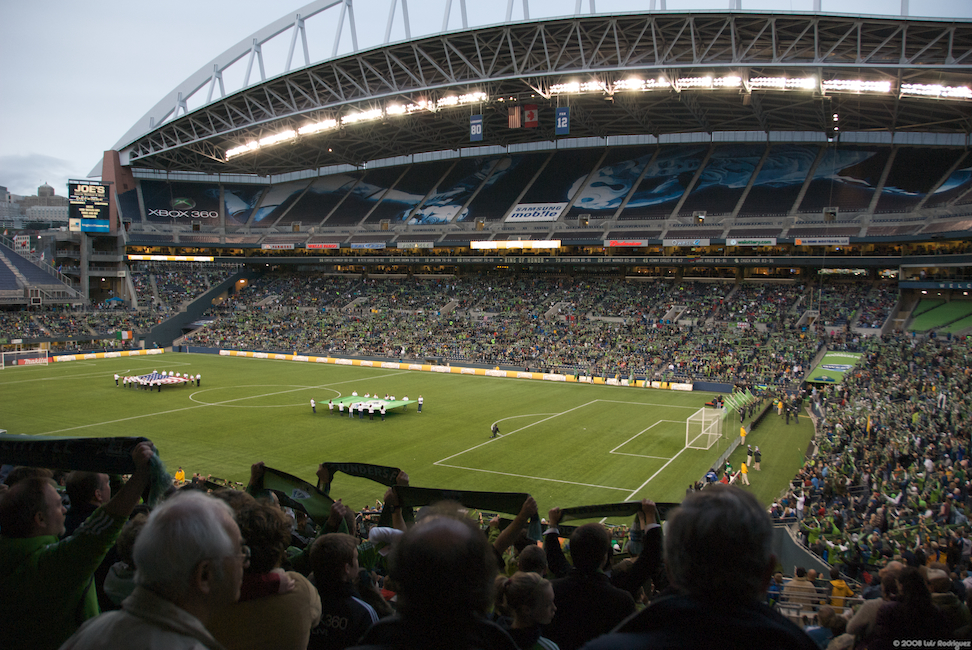
Lumen Field, estadio de fútbol americano en donde ejerce de local los Seattle Sounders de la Major League Soccer.

El fútbol en los Estados Unidos, más conocido como soccer en inglés estadounidense, es uno de los deportes más practicados en ese país. Siendo el quinto más popular tras el fútbol americano, el béisbol, el baloncesto y el hockey sobre hielo. Gran parte de la participación en el fútbol se da en jóvenes en edad escolar y mujeres, aunque la práctica del fútbol a nivel profesional y su popularidad en general ha venido en crecimiento en los últimos treinta años. Es el segundo deporte más popular en Estados Unidos entre personas de 18 a 34 años.
La regulación del fútbol en Estados Unidos está a cargo de la Federación de Fútbol de los Estados Unidos (United States Soccer Federation, en inglés), fundada en 1913. Está afiliada a la FIFA desde 1967 y a la Concacaf a partir de 1961, lo que lo convierte en uno de los países fundadores de esa confederación.
La máxima división del fútbol profesional masculino es la Major League Soccer. Por otro lado, la primera división profesional del fútbol femenino es la National Women's Soccer League. Al igual que en las ligas deportivas de Estados Unidos, no existen los sistemas de ascenso y descenso, una práctica muy común en países como Australia, Canadá y Nueva Zelanda. 
La selección masculina de fútbol participó 11 veces en la Copa Mundial de Fútbol, su mejor resultado fue el tercer lugar en 1930. Ganó 7 veces la Copa de Oro de la Concacaf y la edición inaugural de la Liga de Naciones de la Concacaf. En la selección femenina, fue campeona de la Copa Mundial Femenina de Fútbol en 4 ocasiones y ganó la medalla de oro en los Juegos Olímpicos en cuatro ediciones. Tanto la selección masculina como la femenina, han ganado la medalla de oro en los Juegos Panamericanos. Al mejor futbolista y a la mejor jugadora es galardonado con el premio Futbolista del Año en Estados Unidos, esto se elige de manera anual.  
En Estados Unidos se realizó la Copa Mundial de 1994 y posteriormente la Copa Mundial Femenina de 1999 y 2003. Además, la Copa de Oro de la Concacaf se disputa en el país desde 1991 salvo excepciones. Adicionalmente, se jugó la Copa América Centenario en 2016.
En 2017, en una encuesta realizada por Gallup, el fútbol es el cuarto deporte más popular en el país, con un 7%. Mientras que alrededor de 4 millones de futbolistas en Estados Unidos estaban inscritos entre el 2006 y 2007. Según una encuentra de ESPN Sports en 2011, es la segunda disciplina más practicada en el rango de 12 a 24 años de edad. En la actualidad, la mayoría de los fanáticos del fútbol en Estados Unidos son de origen latino, aunque en la gente no hispana (blancos, negros, etc.), la popularidad de este deporte ha ido en aumento. En 2020 la liga estadounidense ha llegado a los 28 equipos en la competición y sigue creciendo tanto en valor y audiencia, siendo seguida por el 31% de la población estadounidense.

## Historia
La llegada del fútbol en Estados Unidos no es muy cierto. Pero, hay dos versiones: el fútbol llegó en Isla Ellis en la década de 1860, la otra es que este deporte ingresó en Nueva Orleans y ahí se jugó los primeros partidos. Hasta ahora, aún está en discusión sobre el origen del soccer en el país.
El primer club de fútbol en Estados Unidos fue el Oneida Football Club en 1862, de la ciudad de Boston.

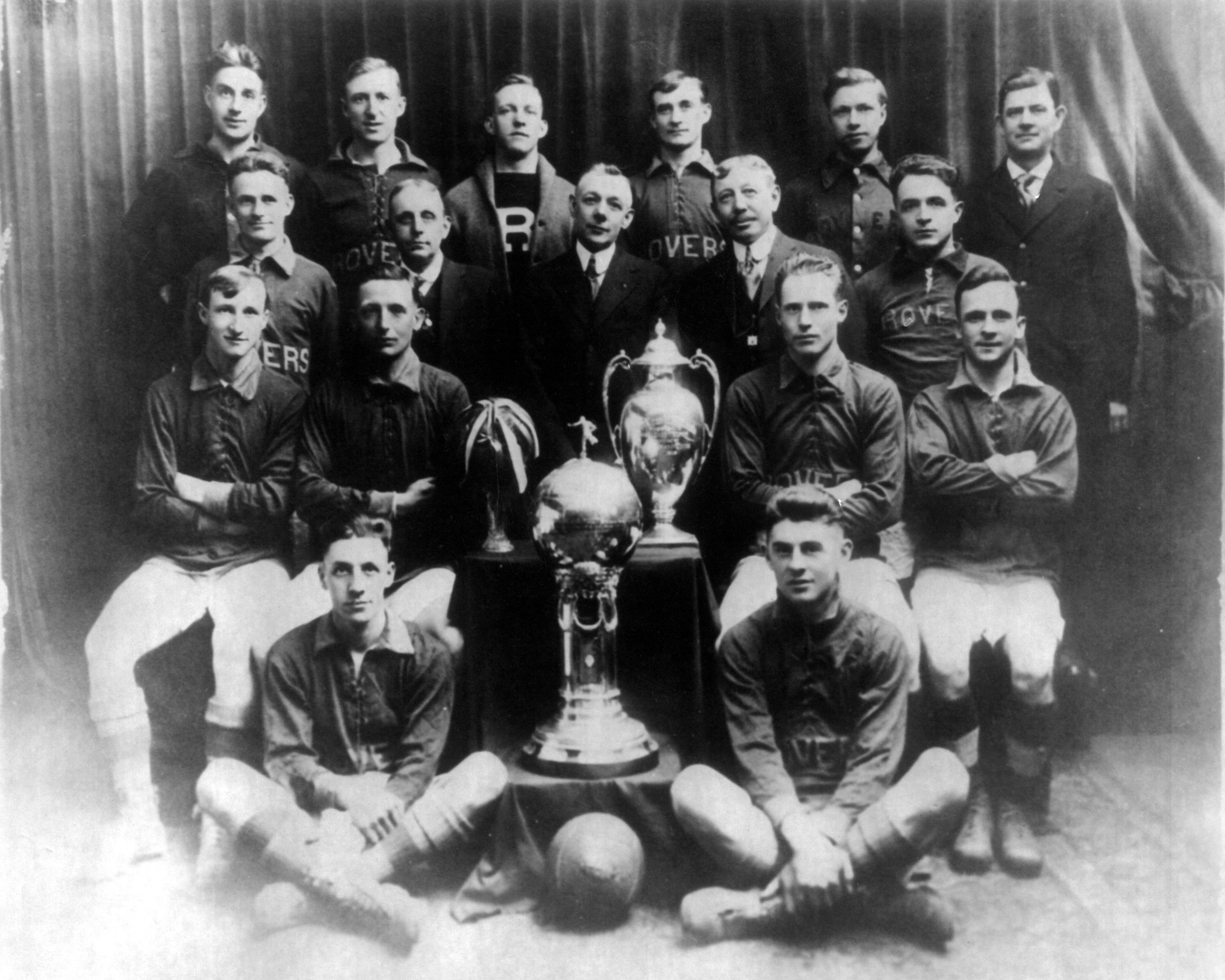
El Fall River Rovers de Massachusetts.

En 1884, se creó la American Football Association (AFA), con el fin de organizar las reglas del fútbol en el país. Los equipos que formaban parte de esta asociación eran del noreste de Estados Unidos.  La AFA fundó su primer torneo, la American Cup.  Se jugó solamente en 1894 la American League of Professional Football.  Mientras se creó la National Association Football League en 1885 y se mantuvo activo hasta 1921.
En 1904, Christian Brothers College y St. Rose Parish, representaron al país en el torneo de fútbol de los Juegos Olímpicos en San Luis, Misuri. Christian Brothers y St. Rose se quedaron con la medalla de plata y de bronce, respectivamente.
En 1911 se fundó la American Amateur Football Association (AAFA). Sin embargo, tuvo varios conflictos con la American Football Association, para definir a quién debería ser el órgano principal del soccer en el país. Aunque al final, la AAFA terminó fundando oficialmente la Asociación de Fútbol de los Estados Unidos (United States Football Association), y más adelante fue aceptado como miembro de la FIFA.

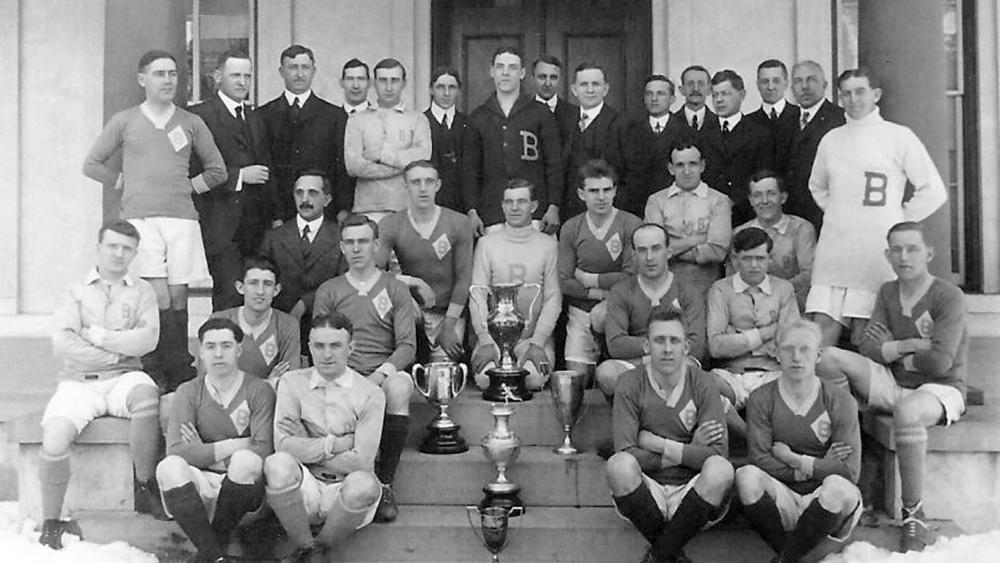
Bethlehem Steel F.C. en 1915.

En 1913 se creó la copa doméstica, la National Challenge Cup (actual Lamar Hunt U.S. Open Cup). En la actualidad, es la competencia de fútbol más antigua de Estados Unidos.
En 1916, la selección estadounidense realizó una gira por Escandinavia, donde jugó dos partidos, entre ellos, el primer encuentro internacional en la historia del equipo contra Suecia, en el cual ganó por 3-2.
Hasta la década de 1910 y 1920, este deporte era conocido en el país con el nombre de football, después, esta disciplina comenzó a llamarse soccer.
En 1921 se fundó la American Soccer League tras la fusión con la Southern New England Football League y la National Association Football League.  Este campeonato fue muy popular, fue considerada en su momento como la segunda liga más popular del país después de la Major League Baseball, y como todas las ligas de esta época tenía todos sus equipos situados en el noreste del país. En los últimos años, el torneo se debilitó debido a los conflictos con la Asociación de Fútbol de los Estados Unidos y la FIFA, así como las consecuencias que dejó la Gran Depresión, ha llevado que el campeonato estadounidense dejara de existir en 1933. En 1922 el Dick, Kerr Ladies de Inglaterra realizó una gira por Norteamérica para disputar los primeros partidos de fútbol femenino en Estados Unidos, jugó contra equipos de la American Soccer league. En 1930, la selección de Estados Unidos disputó la primera Copa Mundial en la historia de la FIFA en Uruguay, donde terminó con el tercer lugar. 
Desde 1933 a 1983, se creó la segunda versión de la American Soccer League, sin tener la misma calidad futbolística y popularidad del torneo original, y se expandió al resto del país al pasar de los años.
Gracias al éxito de la Copa Mundial de Fútbol de 1966 en Inglaterra, aumentó la atención de los empresarios y promotores de deportes en Estados Unidos, con el objetivo de fundar un campeonato profesional.  En 1967 se disputó dos torneos: United Soccer Association (reconocida por la FIFA) y la National Professional Soccer League (ilegal por la FIFA).  A finales de 1967, estas dos ligas se fusionaron para crear la  North American Soccer League (NASL). La primera temporada fue en 1968. La NASL comenzó con problemas económicos, pero desde 1975, la liga comenzó a tener buenos números debido a la popularidad de los New York Cosmos y la llegada de algunas estrellas del fútbol europeo y sudamericano. Sin embargo, en los años 80, la NASL entró nuevamente con problemas financieros y sumando la mala gestión de la dirigentes y de los equipos, la última temporada se disputó en 1984, y este campeonato terminó siendo disuelta en 1985. En noviembre de 1989, en las clasificatorias para la Copa Mundial de 1990, Estados Unidos venció a Trinidad y Tobago por 1-0 en condición de visitante y consiguió el acceso al mundial después de 40 años de ausencia.
Mientras que no existía un campeonato profesional de máxima división, se jugó la Western Soccer Alliance entre 1985 a 1989 y la tercera versión de la American Soccer League de 1988 a 1989. En 1990, las dos ligas se fusionaron para formar la American Professional Soccer League, este torneo estuvo vigente hasta 1996. 
La Major League Soccer (MLS) fue fundada el 17 de diciembre de 1993, en cumplimiento de la promesa de Alan Rothenberg y de la Federación de Fútbol de los Estados Unidos a la FIFA de establecer una liga profesional de fútbol de primer nivel a cambio de la concesión de la Copa Mundial de Fútbol de 1994 a los Estados Unidos. El mundial realizado en 1994, terminó siendo un éxito, a pesar de todas las dudas en la previa del torneo. En esa edición, la selección alcanzó los octavos de final. La primera temporada en la historia de la MLS fue en 1996. 
En 1999 se jugó la Copa Mundial Femenina en ese país, la selección femenina terminó consagrando campeón, y debido al éxito, se fundó en 2000 la primera liga profesional de fútbol femenino en Estados Unidos, Women's United Soccer Association (WUSA). Pero, la WUSA solo se disputó entre 2001 a 2003. En 2009, se jugó la primera temporada del nuevo campeonato profesional femenino, la Women's Professional Soccer, y se mantuvo hasta el 2011. No obstante, en 2013, se estableció nuevamente un torneo de fútbol femenino de primer nivel, la National Women's Soccer League, esta liga sigue viente hasta el día de hoy. 
En junio de 2018, la FIFA eligió la próxima sede de la próxima Copa Mundial para el 2026, que se realizará conjuntamente en Estados Unidos, Canadá y México.
En la actualidad, la Major League Soccer cuenta con una asistencia media de más de 20 000 espectadores por partido, la MLS tiene la tercera asistencia media más alta de cualquier liga de deportes en los Estados Unidos después de la NFL y la MLB.
Desde los años 90 hasta ahora, la selección masculina se ha convertido en una de las equipos más importantes de la Concacaf, si bien les falta consolidar a nivel mundial. Mientras que la selección femenina es una gran potencia del fútbol femenino, la mayoría de su tiempo en el ranking FIFA ha estado ubicado en el primer lugar.
El 22 de febrero de 2022, la Federación de Fútbol de los Estados Unidos y la selección femenina lograron un acuerdo mutuo para que las jugadoras del equipo nacional tengan el mismo sueldo de la selección masculina. Además, las futbolistas recibirán una indemnización de 24 millones de dólares. La MLS tiene la tercera asistencia media más alta de cualquier liga de deportes de los Estados Unidos después de la NFL y la MLB. Además, es la séptima liga de fútbol profesional con la asistencia media más alta del mundo en cantidad de asistentes.

## Clubes

### Torneos
En los torneos de fútbol en todo el país se juegan con una temporada regular y la fase final o playoffs para definir al campeón de la temporada, y no se utilizan sistemas de ascenso y descenso ya que todo se maneja por un sistema de franquicias. 
En el fútbol masculino, el torneo de primera división profesional es la Major League Soccer (MLS), donde juegan 28 equipos y participan 3 clubes canadienses. La MLS se disputa desde 1996, y Los Angeles Galaxy es el máximo ganador del torneo con 5 títulos, seguido por el D.C. United con 4 campeonatos.
El campeonato de segunda división es la USL Championship. Además, se juegan tres torneos de tercer nivel: USL League One, National Independent Soccer Association y la MLS Next Pro. En la cuarta división, hay dos campeonatos: USL League Two y National Premier Soccer League. En los niveles más bajos, se disputan torneos y copas de carácter semiprofesional, ya sea a nivel regional y nacional. 
La principal copa doméstica de fútbol del país es la Lamar Hunt U.S. Open Cup, que reúne a equipos de todas las divisiones en un torneo de eliminación directa, similar a la Copa del Rey de España o la FA Cup de Inglaterra. Este torneo es la competición entre clubes más antigua de la región y se viene disputando sin interrupciones desde 1914.
En el fútbol femenino,  cuenta con una liga profesional de primera división, la National Women's Soccer League, la cual comenzó a disputarse en abril de 2013 con ocho equipos. Actualmente, el torneo se disputa con 12 participantes. Además, se juegan varias competencias de carácter semiprofesional: Women's Premier Soccer League, United Women's Soccer, Women's Independent Soccer League, USL Super League, entre otras.
En el fútbol universitario, tanto en la categoría masculina y femenina, se juega el torneo de fútbol de la National Collegiate Athletic Association, organismo que planifica las actividades deportivas universitarias de Estados Unidos.

### Rivalidades
Al igual que en otros deportes en el país, las rivalidades en el fútbol son a nivel de ciudad o regionales. Algunos enfrentamientos destacados son:
- La Rivalidad entre los Portland Timbers y los Seattle Sounders: encuentro entre los 2 mejores equipos del Noroeste del país. Se enfrentaron desde 1975 cuando ambos clubes jugaban en la North American Soccer League, también se vieron las caras en otros torneos de segunda división y actualmente en la Major League Soccer, y siendo uno de los derbis más largos y la más amarga del fútbol estadounidense.
- Copa del Atlántico (Atlantic Cup): lo enfrentan entre los dos clubes de la MLS en el Atlántico medio, D.C. United y los New York Red Bulls. Cada año, el equipo se queda con el trofeo por los resultados en la liga.
- California Clásico: rivalidad entre los dos mejores equipos de California de la Major League Soccer, Los Angeles Galaxy y los San Jose Earthquakes. Estas escuadras juegan desde 1996.
- El Tráfico: derbi entre Los Angeles Galaxy y Los Angeles FC, los mejores clubes de la MLS en Los Ángeles, California.

### Clubes en competencias internacionales
El primer equipo en representar a Estados Unidos, fue el New York Hungaria, que jugó en 1963 en la Copa de Campeones de la Concacaf. En la era de la North American Soccer League en los años 1960, 1970 y 1980, la mayoría de los clasificados rechazaron de disputar la Copa de Campeones de la Concacaf, el único integrante de esa liga en hacerlo fueron los Rochester Lancers en 1971, ya que en esos años clasificaba el campeón de la  Lamar Hunt U.S. Open Cup hasta los años 1990.  A partir de la edición 1997, D.C. United y Los Angeles Galaxy fueron los primeros clubes de la Major League Soccer en jugar en una competición internacional.  En la Copa de Campeones de 1998, D.C. United se consagró campeón tras ganarle en la final ante el Toluca de México por 1-0, siendo el primer equipo de ese país en ganar un torneo internacional de carácter oficial y adicionalmente ganando la Copa Interamericana en ese mismo año. En 2000, Los Angeles Galaxy obtuvo su primera Copa de Campeones de la Concacaf, convirtiéndose en el segundo club estadounidense en lograr el campeonato continental. Real Salt Lake (2010-11) y Los Angeles FC (2020) fueron finalistas en la Liga de Campeones de la Concacaf. En 2022, los Seattle Sounders lograron su primera Liga de Campeones de la Concacaf y el primer equipo estadounidense en ganar el torneo continental con el actual formato de 2008.
Entre 2008 a 2010, los equipos de la Major League Soccer disputaban la SuperLiga Norteamericana como torneo regional junto con los clubes de la Primera División de México. Actualmente, entre los equipos de la MLS y los de México, juegan la Leagues Cup y Campeones Cup. Ambas competencias de carácter amistoso se disputan desde 2019. 
Hasta la fecha, los equipos que han ganado una competición internacional o regional son: D.C. United (2 títulos), Los Angeles Galaxy (1 título), Seattle Sounders FC (1 título), New England Revolution (1 título), Atlanta United (1 título), Columbus Crew (1 título)  y New York City FC (1 título).

## Selecciones

### Masculino
La selección masculina, también conocido como USMNT (U.S. Men's National Team), es el principal equipo que representa al país en las competencias oficiales. En 1916 jugó su primer encuentro de carácter oficial ante Suecia en Estocolmo, ganó por 3 a 2.
Ha participado 11 veces en la Copa Mundial de Fútbol. Obtuvo el tercer puesto en la Copa Mundial de 1930, al derrotar a Bélgica y Paraguay, hasta ahora, es la única selección fuera de Sudamérica y Europa en lograr dicho puesto. En la edición de 1950 venció a Inglaterra por 1-0, una de las mayores sorpresas en el fútbol. En 1994 fue sede de la Copa Mundial y llegó entre los 16 mejores. En el mundial de 2002 alcanzó los cuartos de final. Estados Unidos ganó 7 Copas de Oro de la Concacaf en 1991, 2002, 2005, 2007, 2013, 2017 y 2021. Fue campeón de la Liga de Naciones de la Concacaf en 2019-20. Además, fue subcampeón de la Copa FIFA Confederaciones en 2009 y fue semifinalista de la Copa América en 1995 y 2016. El mejor puesto en el ranking FIFA en la historia de la selección fue un cuarto lugar en abril de 2006.
Jugadores como Eric Wynalda, DaMarcus Beasley, Claudio Reyna, Tim Howard, Clint Dempsey y Landon Donovan, son los más destacados en la historia de la selección.
En la actualidad, tiene una rivalidad con la selección de México.
Además, Estados Unidos representa en las categorías sub-23, sub-20, sub-17, sub-15, fútbol sala y fútbol playa.

### Femenina
La selección femenina de fútbol, también conocida como USWNT (U.S. Women's National Team), es el principal equipo que representa al país en las competiciones oficiales. Su primer encuentro, fue el 18 de agosto de 1985 ante Italia, que cayó por 1-0. Actualmente es una de las selecciones más exitosas del mundo en su categoría.
Ha ganado la Copa Mundial en 1991, 1999, 2015 y 2019. Logró cuatro medallas de oro en Juegos Olímpicos en las ediciones de 1996, 2004, 2008 y 2012. Fue campeona del  Premundial Femenino Concacaf en 8 ocasiones. Conquistó la Copa de Algarve, torneo amistoso, en 10 oportunidades. 
En la selección femenina se han destacado Abby Wambach, Mia Hamm, Kristine Lilly, Alex Morgan, entre otras.
Además, Estados Unidos representa en el fútbol femenino en las categorías en sub-20 y sub-17.

## Estadios
Normalmente, la práctica del fútbol en el país se juega en estadios de fútbol americano, béisbol, rugby y otros de manera improvisada. Sin embargo, existen recintos que se usan exclusivamente para el fútbol, denominado estadio específico de fútbol (Soccer-specific stadium). Esta tendencia es muy común en la mayoría de los equipos de la Major League Soccer. Historic Crew Stadium en Columbus, Ohio (anteriormente llamado como Columbus Crew Stadium y Mapfre Stadium), fue el primer estadio específico de fútbol construido en la historia de la MLS.

## Fútbol en los territorios no incorporados
En los territorios no incorporados de los Estados Unidos, existen organismos que administran el fútbol en los siguientes lugares:
| Territorio                           | Organismo                                                  | Fundación | Confederación                      | Año afiliación FIFA |
| ------------------------------------ | ---------------------------------------------------------- | --------- | ---------------------------------- | ------------------- |
| Guam                                 | Asociación de Fútbol de Guam                               | 1975      | Confederación Asiática de Fútbol   | 1996                |
| Islas Marianas del Norte             | Asociación de Fútbol de las Islas Marianas del Norte       | 2005      | Confederación Asiática de Fútbol   | -                   |
| Islas Vírgenes de los Estados Unidos | Federación de Fútbol de las Islas Vírgenes Estadounidenses | 1987      | Concacaf                           | 1998                |
| Puerto Rico                          | Federación Puertorriqueña de Fútbol                        | 1940      | Concacaf                           | 1960                |
| Samoa Americana                      | Federación de Fútbol de Samoa Americana                    | 1984      | Confederación de Fútbol de Oceanía | 1998                |